# Hop Head
Pour les articles homonymes, voir Hop, Head et Opium (homonymie).
Clip vidéo
[vidéo] « Hop Head - Duke Ellington and His Washingtonians », sur YouTube
Hop Head (fumeur d'opium, en anglais) est un standard de jazz de big band américain, composé par Duke Ellington et Otto Hardwick, et enregistré le 22 mars 1927 chez Columbia Records à New York,, avec leur célèbre big band-jazz « Washingtonians ».

## Historique
Ce standard de jazz est un des premiers nombreux grands succès de l'importante carrière de Duke Ellington, composé avec son ami d'enfance et saxophoniste Otto Hardwick, inspirés du jazz Nouvelle-Orléans, dixieland, hot jazz, foxtrot, swing, et piano stride de l'Ère du Jazz des années 1920, avec les prémisses de son célèbre « style Jungle » à « effets Ellington » caractéristiques, dont ses premiers effets wha-wha de sourdines des deux trompettistes Bubber Miley et Joe Nanton de son big band. 

Duke Ellington et son orchestre big band jazz
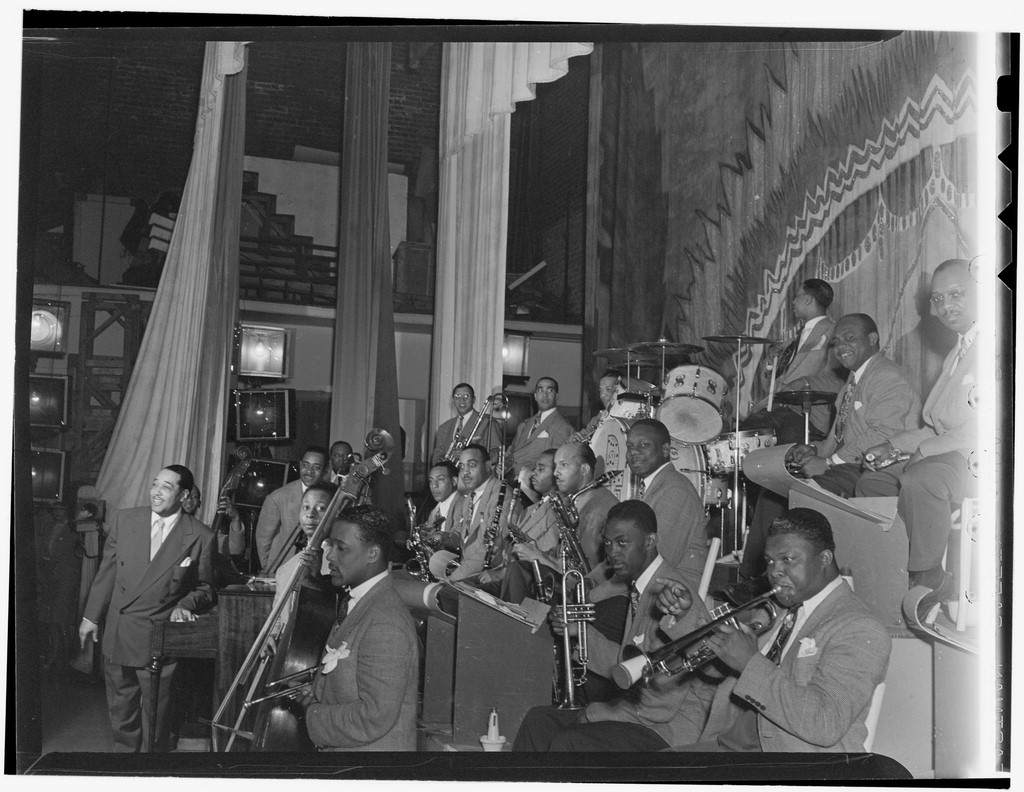
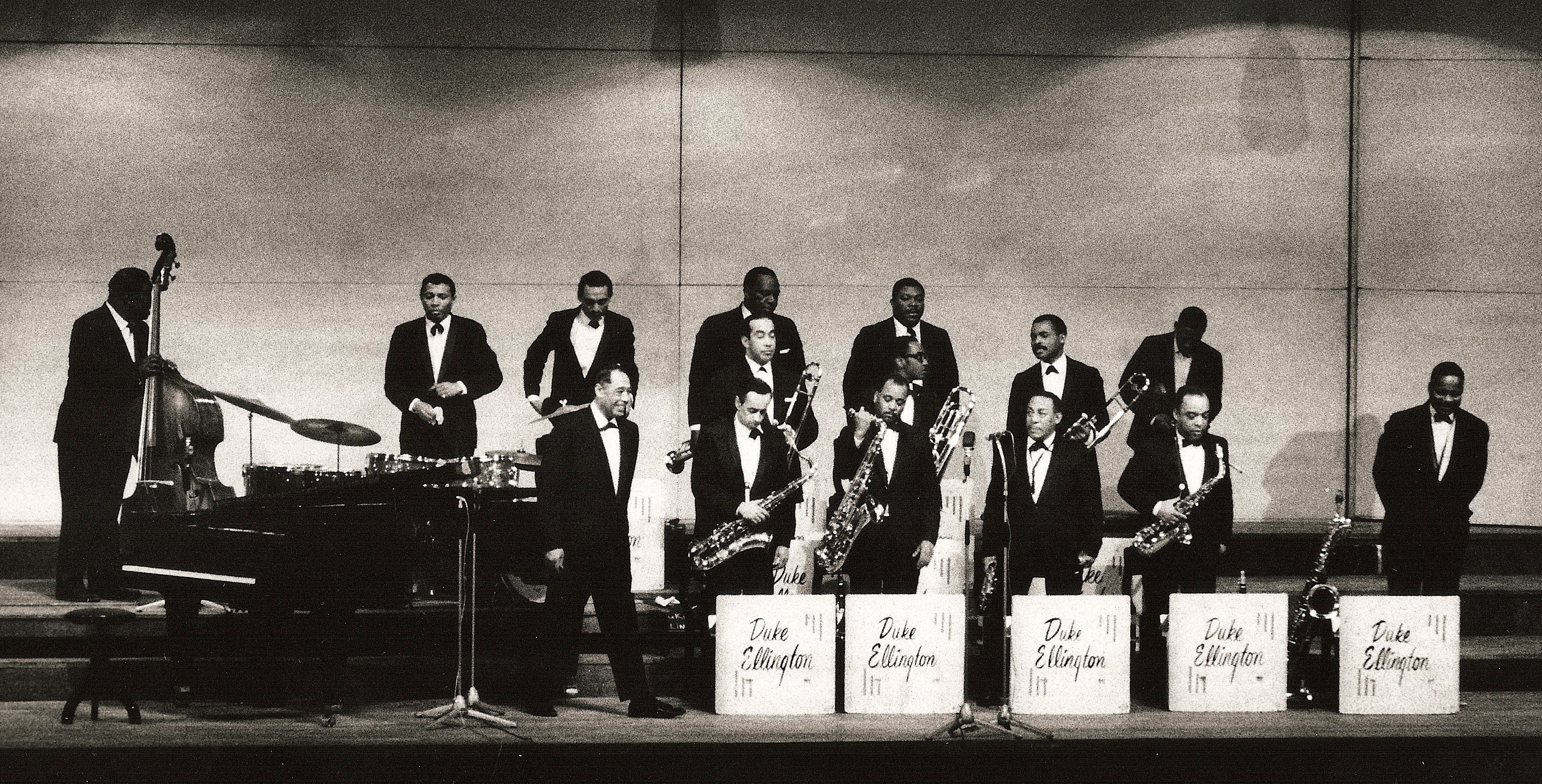

Le titre Hop Head fait référence aux toxicomanes fumeurs d'opium ou d'héroïne de l'époque. Il est enregistré à la période entre autres d'East St. Louis Toodle-Oo (1926), Down in Our Alley Blues (1927), Black Beauty (1928), Jubilee Stomp (1928), Take It Easy (1928), Diga Diga Doo (1928), The Mooche (1928), I Must Have That Man (1928), Hot and Bothered (1928)... 

## Duke Ellington et son Washingtonians band
- Duke Ellington : chef d'orchestre big band, piano stride
- Otto Hardwick : saxophone alto
- Joe Nanton : trombone
- Bubber Miley et Louis Metcalf : trompette
- Prince Robinson : clarinette, saxophone ténor
- Fred Guy : banjo
- Henry Edwards : tuba
- Sonny Greer : batterie